# Night and Day (песня Коула Портера)
«Night and Day» (с англ. — «Ночь и день») — популярная песня Коула Портера, написанная для мюзикла 1932 года «Весёлый развод». Это, пожалуй, самый популярный вклад Портера в «Великий американский песенник», она была записана десятками музыкантов. В NPR заявили: «в течение трёх месяцев после открытия шоу песню записали более 30 артистов».
Фред Астер представил песню 29 ноября 1932 года, когда в театре Этель Бэрримор открылся «Весёлый развод». Неделей ранее в студии звукозаписи Victor’s Gramercy на Манхэттене он собрался с Лео Райзманом и его оркестром, чтобы записать две композиции Коула Портера, «Night and Day» и «I’Ve Got You on My Mind». Всё происходило на фоне краха фондового рынка 1929 года, который породил Великую депрессию, худшую экономическую катастрофу в истории Америки. Чуть более чем за два года доходы индустрии звукозаписи упали со 100 миллионов долларов до 6 миллионов долларов, что привело к банкротству всех компаний, кроме трех (RCA Victor, American Record Corporation (ARC) и Columbia). Сингл был выпущен Victor 13 января 1933 года и впоследствии стал самой продаваемой пластинкой года: было продано 22 811 копий.
23 мая 1933 года Астер записал её снова для Columbia Graphophone Company Ltd., которая теперь была частью Electric and Music Industries (EMI). Она была выпущена в Соединённом Королевстве в октябре на Columbia с песней «After You Who?» на обратной стороне, другой композиции Портера. Райзман, по контракту с RCA Victor, не смог аккомпанировать Астеру на этой пластинке. Её можно отличить от американской версии, потому что она на пятнадцать секунд короче.
Другая версия Фреда Астера, имеющая хождение, взята из саундтрека к кинофильму 1934 года «Весёлая разведённая» с Фредом Астером и Джинджер Роджерс в главных ролях. После премьеры фильма 19 октября была выпущена эта версия, которая на протяжении многих лет появлялась на звукозаписывающих альбомах. Она длится почти пять минут, и всё это время Астер поёт и танцует. Астер аккомпанирует Макс Штайнер и оркестр радиостудии RKO.
Следующий релиз был записан в декабре 1952 года и выпущен в следующем году в виде набора из четырех пластинок под названием The Astaire Story, в котором представлен обзор песен, которые Астер исполнял за свою карьеру. Среди музыкантов был Оскар Питерсон, и все песни были свежими записями. Эта версия «Night and Day» длилась более пяти минут.
Существует несколько свидетельств о происхождении песни. В одном из них упоминается, что Портер был вдохновлен исламской молитвой, когда посетил Марокко. В другом аккаунте говорится, что он был вдохновлен мавританской архитектурой отеля Alcazar в Кливленд-Хайтс, Огайо. Другие упоминают, что он был вдохновлен мозаикой Мавзолея Галлы Плацидии в Равенне, который он посетил во время своего медового месяца в Италии.
Песня настолько ассоциировалась с Портером, что, когда в 1946 году в Голливуде снимали историю его жизни с Кэри Грантом, фильм назывался «Ночь и день». Впоследствии песня перезаписывалась такими артистами как Эдди Дачин (1933), Чарли Барнет (1940), Фрэнк Синатра (1942) и Бинг Кросби (1946).